# Анна Австрийска (1432 – 1462)
Вижте пояснителната страница за други личности с името Анна Австрийска.
Анна Австрийска (на немски: Anna von Österreich; * 12 април 1432, Виена; † 13 ноември 1462, Екартсберга) от династията Хабсбурги, е австрийска принцеса и съпруга на херцог Вилхелм III от Саксония.

## Живот
Тя е дъщеря на римско-немския крал Албрехт II (1397 – 1439) и Елизабет Люксембургска (1409 – 1442), дъщеря на император Сигизмунд Люксембургски.
През 1439 г. Анна се сгодява и на 20 юни 1446 г., на 14-годишна възраст, се омъжва в Йена за херцог Вилхелм III от Саксония (1425 – 1482) от род Ветини, от 1428 г. херцог на Саксония, от 1445 г. ландграф на Тюрингия, от 1457 г. херцог на Люксембург, от 1428 г. маркграф на Майсен.
Бракът е нещастен и остава без мъжки наследник. Вилхелм държи Анна затворена в замък Екартсбург, където тя умира през 1462 г. След това той се жени през юли 1463 г. за своята метреса Катарина фон Бранденщайн. Анна е погребана в манастир Рейнхардсбрун.

## Деца
Анна и Вилхелм имат две дъщери:
- Маргарета (1449 – 1501), ∞ 1476 курфюрст Йохан Цицерон (1455 – 1499)
- Катарина (1453 – 1534), ∞ 1471 херцог Хайнрих Млади фон Мюнстерберг (1452 – 1492)